# رود شلون
رود شلون (انگلیسی: Shelon) یک رودخانه در استان نووگورود کشور روسیه است.